# Taissy

Taissy este o comună în departamentul Marne, Franța. În 2009 avea o populație de 2,314 de locuitori.